# Croton tanalorum
Croton tanalorum är en törelväxtart som beskrevs av Jacques Désiré Leandri. Croton tanalorum ingår i släktet Croton och familjen törelväxter. Inga underarter finns listade i Catalogue of Life.